# Israel en los Juegos Olímpicos de Turín 2006
Israel estuvo representado en los Juegos Olímpicos de Turín 2006 por cinco deportistas, tres hombres y dos mujeres, que compitieron en dos deportes.
La portadora de la bandera en la ceremonia de apertura fue la patinadora artística Galit Chait. El equipo olímpico israelí no obtuvo ninguna medalla en estos Juegos.